# Ziv Yehezkel
Ziv Yehezkel (en hébreu : זיו יחזקאל, en arabe : زيف حزقيال)  est un chanteur israélien né en 1985 de parents juifs irakiens qui chante en arabe ; il reprend notamment le répertoire de grands chanteurs égyptiens comme Oum Kalthoum, Abdel wahab etc.

## Biographie
Il est né en Israël à Kiryat Ono, une ville au centre du pays, dans une zone appelée Little Baghdad. Ses parents irakiens ne lui ont pas transmis la langue arabe, et il déplore à ce sujet que « la culture israélienne incite [les Israéliens] à abandonner une part de leur identité antérieure ».
Sa famille - politiquement proche du Likoud - devient juive orthodoxe, et lui aussi. Elle l'envoie étudier dans une yeshiva (un centre d'étude de la Torah et du Talmud) dans la ville ultra-orthodoxe de Bnei Brak. Il a commencé par chanter en hébreu à la synagogue.
Son amour pour la musique arabe le détourne des études religieuses.

## Carrière musicale
« Il est chanteur, en solo, au sein de l'Orchestre arabe de Nazareth, la plus grande ville arabe du pays,et son public est avant tout arabophone. Il est devenu une star dans le monde arabe ». Il a donné des concerts en France, aux États-Unis, au Panama, à Singapour etc.
Il déclare que bien qu'il demeure profondément religieux (il chante toujours avec une kippa sur la tête) , la musique lui a insufflé l'amour pour ses semblables plus que ne l'avait fait l'étude des textes religieux.
Il s'est produit dans le cadre du concert pour la Coexistence (entre Israéliens et Palestiniens) organisé par l'Institut judéo-arabe de la Histadrout, principal syndicat de travailleurs israéliens (en 2015). Il est considéré comme « un pont entre deux cultures » selon The Times of Israel (janvier 2014).
Le journal israélien Haaretz le considère comme un symbole de la réconciliation possible entre les deux peuples ennemis qui coexistent en Israël.

## Chansons
Il a repris à Oum Kalthoum entre autres les chansons Alf Laïla wa laïla (Mille et une nuits), et Amal Hayati (L'espoir de ma vie, qui est à l'origine une composition de Mohammed Abdelwahab).
Il s'est souvent produit en duo avec la chanteuse arabe israélienne Nasreen Qadri qui chante aussi bien en hébreu qu'en arabe.

## Albums
- Ofaa Haya BeLondon, Singold, 2015
- Ofaa Haya BeNazareth, Singold, 2015 .